# Jasmin Spahić
Jasmin Spahić (* 22. September 1980 in Mostar, SFR Jugoslawien) ist ein bosnischer Fußballspieler.

## Karriere
Jasmin Spahić begann in den Jugendabteilungen vom FK Željezničar Sarajevo und FK Turbina Jablanica in Bosnien mit dem Fußballspielen und wechselte 1997 nach Deutschland zum Hamburger SV, bei dem er es bis in die zweite Mannschaft schaffte. Zur Saison 2001/02 wechselte er zu Kickers Emden, mit denen er 2005 in die Regionalliga Nord aufstieg und ab 2008 in der neuen 3. Liga spielte. Im September 2008 wurde er für das Tor des Monats der ARD-Sportschau nominiert. Am 28. März 2009 zog sich Spahić im Spiel gegen Fortuna Düsseldorf einen Patellasehnenabriss zu. Zwei Wochen zuvor war er bereits an der Patellasehne operiert worden. 
Nachdem sich Kickers Emden nach der Saison 2008/09 aus lizenzrechtlichen Gründen freiwillig in die Oberliga zurückgezogen hatte, verließ er den Verein.